# François Marinus van Panthaleon van Eck
François Marinus van Panthaleon baron van Eck (Groningen, 4 januari 1908 - Den Haag, 11 januari 1993) was een Nederlandse burgemeester.

## Familie
Van Eck was een zoon van ir. François Marinus van Panthaleon baron van Eck (1870-1939) en jkvr. Magdalena Maria de Jonge (1877-1960). Evenals zijn vader en grootvader kreeg hij de voornamen François Marinus. Hij trouwde in 1939 met Jacoba Elisabeth barones van Haersolte (1917-2011). Uit dit huwelijk werden vier kinderen geboren, onder wie beeldhouwer Monica van Panthaleon van Eck. Hij is tevens, via zijn tweede dochter, de grootvader van jhr. Binnert Philip de Beaufort (1970), schrijver en journalist. Hij hertrouwde met Beatrice Veronica Klasing (1919-1981). Uit dit tweede huwelijk werden twee dochters geboren.

## Loopbaan
Van Eck was oud-reserve eerste luitenant artillerie. Van Eck volgde in 1939 op 31-jarige leeftijd George Willem Stroink op als burgemeester van Steenwijkerwold. In februari 1944 besloot hij zijn functie als burgemeester van Steenwijkerwold neer te leggen toen hij van de bezetter het bevel kreeg 150 mannen aan te wijzen voor onderhoud aan het vliegveld te Havelte. Hij dook daarna onder in Friesland. De ambtswoning van de burgemeester in Steenwijkerwold werd leeggehaald. In 1944-1945 werd hij vervangen door H.O.K. Reinsberg en wethouder A. Klijnsma. In 1945 werd hij na onderzoek door de Zuiveringscommissie in zijn functie van burgemeester hersteld. In de oorlogsperiode was hij in 1942 tevens enkele maanden burgemeester van Steenwijk. Van 5 juli 1962 tot 1 februari 1973 was hij burgemeester van de gemeente Noordoostpolder, die op 1 juli 1962 een zelfstandige gemeente was geworden en voorlopig bij de provincie Overijssel werd ingedeeld.

### Straatnaam
In 2012 werd voorgesteld een straat in het woningbouwplan Bergstein in Tuk in Steenwijkerland naar Van Eck te noemen. Hiertegen tekenden het Comité Joods Monument Steenwijk en de Historische Vereniging Steenwijk bezwaar aan. Naar hun oordeel zou Van Eck deze straatnaam niet verdienen, omdat hij zou hebben meegewerkt aan de ‘uitsluiting, beroving, deportatie en uiteindelijk moord’ van Joodse Steenwijkers door de nazi's, door - als waarnemend burgemeester van Steenwijk - in de periode mei tot juli 1942 een brief te ondertekenen met daarop de persoonsgegevens van Joodse Steenwijkers die vervolgens is verstuurd aan het gewestelijk arbeidsbureau te Meppel. Volgens het na de Tweede Wereldoorlog door de Zuiveringscommissie ingestelde onderzoek heeft van Eck in die tijd niet laakbaar gehandeld. Hij kon daarom ook in 1945 in zijn functie als burgemeester van Steenwijkerwold terugkeren. De gemeente van Steenwijkerland besloot op 1 februari 2013 de straatnaam niet te vernoemen naar Van Eck, maar liet in haar persbericht weten dat dit besluit is genomen vanwege de “commotie” die is ontstaan rondom de vernoeming en niet, omdat zij van mening is dat Van Eck laakbaar zou hebben gehandeld in de oorlog.
- Nederlandse Thesaurus van Auteursnamen: 405483988
- Virtual International Authority File: 6667147270705935700002
- WorldCat: E39PBJmDj494qFX8PDJbdhrrMP